# 石渡敏一
石渡 敏一（いしわたり びんいち、1859年12月19日（安政6年11月26日） - 1937年（昭和12年）11月18日）は、官僚、政治家。法学博士。大審院検事、司法次官、貴族院勅選議員、枢密顧問官。法典調査会刑法起草委員。位階・勲等は正三位勲一等。江戸（後の東京）出身。石渡荘太郎の父。学校法人日本大学第一学園の創立の功労者。

## 経歴
江戸で幕臣・軍艦役並、石渡栄次郎の長男として生まれる。1874年（明治7年）慶應義塾に入り1876年（明治9年）卒業。1879年（明治12年）9月東京大学法学部に入り、1884年（明治17年）7月に同大学英法科を卒業した。同年8月司法省に入省し、記録局翻訳課詰となる。
1886年（明治19年）欧州留学、帰国後東京控訴院検事、大審院検事、1899年（明治32年）ベルギーの万国監獄会議派遣、同年4月に慶應義塾大学部政治科教授（刑法担当）。民事局長、司法次官を経て1906年（明治39年）第1次西園寺内閣の内閣書記官長。辞任後、1907年12月10日、貴族院勅選議員に任じられた。1912年4月9日、錦鶏間祗候となる。後に東京瓦斯会社社長。1934年（昭和9年）3月に枢密顧問官となり、同年4月6日に貴族院勅選議員を辞任した。
1937年（昭和12年）11月18日死去。享年79。墓所は多磨霊園。

## 家族
- 父・石渡栄次郎 ‐ 幕臣
  - 弟・辰沢延次郎（1865－1931） ‐ 実業家。辰沢豊三郎の養子となり、東京商船学校航空科卒業後、海運業に従事、札幌木材、狩野川電力、空中電気、東京乗合自動車の各社長などを務めた。[6]
  - 石渡敏一
  - 妻：りう ‐ 徳田幾雄の長女。[7]
    - 長男・石渡荘太郎 ‐ 宮内大臣、大蔵大臣、内閣書記官長。
    - 二男・徳田敬二郎
    - 三男・石渡六三郎
    - 四男・石渡忠四郎 ‐ 日本勧業銀行常務、国民金融公庫副総裁。岳父に白仁武。
    - 婿嫁・白仁宇都代 - 忠四郎妻。 日本郵船社長の白仁武の子。親戚に浜口檐と近藤廉平、刑法学者古賀廉造。
    - 五男・石渡慎五郎 ‐ 東京火災保険社員、日本開発銀行監事。岳父に三淵忠彦[8]
    - 婿嫁・三淵多摩 - 慎五郎妻。親戚に裁判官の三淵忠彦、三淵乾太郎、三淵嘉子、保険事業家の三淵震三郎、反町茂作
    - 六男・石渡達六郎
    - 二女・大屋葉 ‐ 住友化学社長・大屋敦の妻
    - 三女・木村音羽 ‐ 木村徳兵衛商店社長・木村房五郎の妻
    - 四女・遠藤珠 ‐ 日本化学繊維検査協会専務理事・遠藤完太郎の妻

  - 妹-  登美
  - 嫁婿・萱野寛四郎 - 登美の婿。14歳から書生として石渡栄次郎宅に寄宿しており、日本郵船外国航路船長に就任。

## 栄典
位階
- 1908年（明治41年）1月31日 - 正四位[9]

勲章等
- 1903年（明治36年）5月21日 - 旭日小綬章・金杯一個[10]
- 1906年（明治39年）4月1日 - 勲二等旭日重光章[11]
- 1921年（大正10年）7月1日 - 第一回国勢調査記念章[12]
- 1934年（昭和9年）5月31日 - 勲一等瑞宝章